# Église Saint-Gérand de Saint-Gérand
L'église Saint-Gérand est une église catholique située à Saint-Gérand, dans le Morbihan (France). Elle est dédiée à saint Guirec.

## Localisation
L'église est sise place de l'Église, dans le bourg de Saint-Gérand (département français du Morbihan).

## Historique
Si les éléments les plus anciens de l'église (une porte du transept sud) semblent remonter au XVIe siècle, l'église est reconstruite du milieu du XVIIe siècle à 1677. Elle est remaniée en 1817 et le clocher est reconstruit entre 1860 et 1880 selon les plans de l'architecte Jouanno.
L'ensemble formé par l'église, la partie nord du cimetière désaffecté, le calvaire, l'if et le monument aux morts constitue un site naturel classé par décret du 10 mars 1937.

## Architecture
L'église adopte un plan en croix latine,. Elle est construite en moellons et pierres de taille en granite. Son toit, à longs pans, supporte une flèche polygonale. Le chevet, plat est percé d'une grande baie en tiers-point flamboyant.
À l'intérieur, une unique nef sans bas-côté occupe l'espace.

## Intérieur
10 objets mobiliers sont protégés au titre des monuments historiques :
| Objet | Notice               | Protection  | Date             | Photographie |
| --- | -------------------- | ----------- | ---------------- | ------------ |
| Croix de procession, hampe de procession                                                                   | Notice no PM56001062 | classement  | 26 avril 1941    |              |
| Statue : Vierge à l'Enfant                                                                                 | Notice no PM56001063 | classement  | 21 octobre 1947  |              |
| Statue : saint Patern                                                                                      | Notice no PM56001064 | classement  | 21 juillet 1952  |              |
| Plat de quête                                                                                              | Notice no PM56001065 | classement  | 27 octobre 1958  |              |
| Calice | Notice no PM56001066 | classement  | 27 octobre 1958  |              |
| Groupe sculpté : saint Georges et le dragon                                                                | Notice no PM56001605 | classement  | 29 décembre 1983 |              |
| Autel et retable latéraux sud, groupe sculpté : Sainte Anne et la Vierge à l'Enfant et statue : Saint Yves | Notice no PM56004608 | inscription | 28 avril 1983    |              |
| Autel et retable latéraux nord et deux statues : Sainte Marguerite et Saint Patern                         | Notice no PM56004609 | inscription | 28 avril 1983    |              |
| Tableau : Sainte Famille                                                                                   | Notice no PM56004610 | inscription | 28 avril 1983    |              |
| Deux statues-reliquaires : Anges                                                                           | Notice no PM56005686 | inscription | 18 mai 1992      |              |